# Sparviero (1926)
Sparviero – włoski lotniskowiec z czasów II wojny światowej, przebudowany z liniowca "Augustus". Nie został użyty operacyjnie.

## Historia projektu
W roku 1936 zasugerowano, że duży liniowiec pasażerski "Augustus" mógłby zostać przebudowany na lotniskowiec. Pomysł ten początkowo odrzucono, ale w 1942 roku powrócono do niego i rozpoczęto przebudowę, nadając jednostce nazwę "Falco", a następnie "Sparviero". Została ona zakończona w 1944 roku, kiedy to okręt został przejęty przez Niemców i wykorzystany jako statek-blokada. Został zatopiony w 1944 roku.